# Helictopleurus steineri
Helictopleurus steineri är en skalbaggsart som beskrevs av Renaud Maurice Adrien Paulian och Yves Cambefort 1991. Helictopleurus steineri ingår i släktet Helictopleurus och familjen bladhorningar. Inga underarter finns listade i Catalogue of Life.